# Lanvénégen
 Lanvénégen  (en bretón Lannejenn) es una población y comuna francesa, situada en la región de Bretaña, departamento de Morbihan, en el distrito de Pontivy y cantón de Le Faouët.

## Demografía
| 1727 | 1513 | 1330 | 1232 | 1221 | 1180 |
| Para los censos de 1962 a 1999 la población legal corresponde a la población sin duplicidades (Fuente: INSEE [Consultar]) |      |      |      |      |      |